# Glochidion phyllanthoides
Glochidion phyllanthoides är en emblikaväxtart som beskrevs av Elmer Drew Merrill. Glochidion phyllanthoides ingår i släktet Glochidion och familjen emblikaväxter. Inga underarter finns listade i Catalogue of Life.